# Петухов, Глеб Константинович
Глеб Константинович Петухов (9 сентября 1903, пос. Очерская, Оханский уезд, Пермская губерния, Российская империя — 2 февраля 1982, Пермь, СССР) — инженер-металлург, организатор производства, изобретатель. Герой Социалистического Труда.

## Биография
Родился в железнодорожном посёлке станции Очерская (позднее Верещагино) Оханского уезда Пермской губернии в семье железнодорожника. Русский. Окончил начальную школу в 1916 году и поступил в Пермское коммерческое училище. Через 2,5 года оставил учёбу и устроился работать экспедитором в Пермское отделение Центрального агентства ВЦИК по распространению печати.
В январе 1920 года вернулся в Верещагино и поступил учеником на железнодорожный телеграф, с августа того же года стал штатным телеграфистом.
С декабря 1924 по август 1925 года — заведующий политико-просветительским отделом Верещагинского райкома комсомола. В августе 1925 — августе 1926 года — инструктор Пермского окружкома ВЛКСМ в Перми. В августе 1926 — апреле 1927 года — заведующий политико-просветительским отделом Мотовилихинского райкома комсомола, затем секретарь райкома. С 1926 года член ВКП(б).
С ноября 1928 года на партийной работе. Был избран секретарём ячейки ВКП(б) мартеновского цеха Мотовилихинского завода (с 1931 — завод имени В. М. Молотова, с 1957 — завод имени В. И. Ленина, с 1992 — АО «Мотовилихинские заводы»).
В октябре 1929 — октябре 1930 года — заведующий организационным отделом Мотовилихинского райкома ВКП(б), затем направлен на учёбу. В апреле-октябре 1933 года отзывался с учёбы на должность инструктора Уральского обкома ВКП(б).
Окончил Уральский политехнический институт (1935) по специальности «инженер-металлург», кандидат технических наук (1952), доцент.
Герой Социалистического Труда (1963). Награждён орденами Ленина (1944, 1963), Красной Звезды (1941), Трудового Красного Знамени (1945), «Знак Почета» (1939), медалями.
В 1936—1970 гг. – на Пермском машиностроительном заводе им. В.И. Ленина (ОАО «Мотовилихинские заводы»): начальник мартеновского цеха, заместитель директора по металлургии, начальник металлургической лаборатории отдела главного металлурга; преподаватель Пермского государственного университета.
В 1950-е годы преподавал на техническом факультете Пермского университета.
Изобретатель совмещенного процесса выплавки стали в основных мартеновских печах, основанного на совмещении операции раскисления и легирования стали синтетическим шлаком непосредственно в разливочном ковше. Под его руководством на заводе внедрен новый технологический процесс в сталеварении — вакуумирование жидкой стали. Пароэжекторная установка для вакуумирования была первой в СССР, за что заводу и коллективу лаборатории присужден диплом ВДНХ. Электрошлаковый переплав высоколегированной стали получил широкое применение в производстве особо ответственных изделий. Автор печатных работ.

## Награды
- Медаль «Серп и Молот» (№ 8766)
- Орден Ленина (№ 342418)